# Вишневский, Виктор Петрович
Виктор Петрович Вишневский (1804, Казанская губерния — 1885, Казань) — протоиерей, педагог и этнограф. Профессор философии (1828).
Один из первых исследователей чувашского языка.

## Биография
Чуваш; сын псаломщика, внук выпускника Казанской новокрещенской школы. Родился 24 ноября 1804 года[по какому календарю?] в селе Сугут-Торбиково Ядринского уезда Казанской губернии . Двоюродный брат Ивана Васильевича Вишневского.
Окончил Казанскую духовную семинарию и Московскую духовную академию (1828). С 1826 года преподавал в Казанской духовной семинарии, с 1828 года — священник казанского Петропавловского собора. В 1843 году занимал различные должности: состоял членом духовной миссии при Казанской епархии, преподавал в Казанской духовной академии чувашский и марийский языки, а также этнографию этих народов.
С 1854 года — ключарь, с 1866 — настоятель кафедрального Благовещенского собора Казанского кремля; 21 апреля 1851 года был награждён орденом Св. Анны 3-й степени.
При архиепископе Антонии играл очень важную роль в консистории и церковном суде.
В. П. Вишневский был активным членом Русского географического общества. В 1858 за подготовку и публикацию ценных научных трудов был удостоен серебряной медали этого общества.
Умер 30 декабря 1885 года[по какому календарю?] в Казани. Похоронен в Некрополе Благовещенского собора Казанского кремля.

## Научная деятельность
Основатель научного изучения чувашского языка, быта и верований чувашей и марийцев. Опубликовал первый чувашско-русский словарь и грамматику.

## Избранные труды
- «Начертание правил чувашского языка и словарь, составленные для духовных училищ Казанской епархии» (1836)[4]
- «О религиозных повериях чуваш» (1846)

Автор нескольких статей о религиозных верованиях чувашей, марийцев, о чувашском языке.